# Rin Sumida
Rin Sumida (隅田 凜 Sumida Rin?), född 12 januari 1996, är en japansk fotbollsspelare som spelar för Nippon TV Beleza.
Rin Sumida spelade 7 landskamper för det japanska landslaget. Hon deltog bland annat i Asiatiska mästerskapet i fotboll för damer 2018.